# Arenomydas niger
Arenomydas niger är en tvåvingeart som först beskrevs av Macquart 1838.  Arenomydas niger ingår i släktet Arenomydas och familjen Mydidae. Inga underarter finns listade i Catalogue of Life.